# روجر هويرتا
روجر هويرتا (بالإسبانية: Roger Huerta) هو مقاتل فنون قتالية مختلطة أمريكي ولد في يوم 20 مايو 1983 في مدينة لوس أنجلوس في الولايات المتحدة، بدأ بالأحتراف في سنة 2003 وهو من أصل مكسيكي سلفادوري.

## روابط خارجية
- روجر هويرتا على موقع IMDb (الإنجليزية)
- روجر هويرتا على موقع قاعدة بيانات الفيلم (الإنجليزية)
- روجر هويرتا على موقع يو إف سي (الإنجليزية)
- روجر هويرتا على موقع بيلاتور (الإنجليزية)
- روجر هويرتا على موقع شيردوغ (الإنجليزية)
- روجر هويرتا على موقع Tapology.com (الإنجليزية)